# Nekrolog 1942
Nekrolog
◄◄
| ◄
| 1938
| 1939
| 1940
| 1941
| 1942 | 1943 | 1944 | 1945 | 1946 | ► | ►►
1. Quartal |
2. Quartal |
3. Quartal |
4. Quartal 
Weitere Ereignisse | Allgemeiner Nekrolog 1942
Die Beschreibung der verstorbenen Person sollte so kurz wie möglich gehalten sein und nur deren signifikante Tätigkeit(en) enthalten.
Neue Namen ggf. auch unter dem Geburts- und Sterbedatum, also etwa unter 1. Januar und im Geburts- und Sterbejahr (2024) eintragen (nur bei entsprechender großer Wichtigkeit). Für Beispiele siehe die schon vorhandenen Artikel.
Außerdem über die fünf zuletzt Verstorbenen, zu denen es einen ausreichend guten Artikel für eine Präsentation auf der Hauptseite gibt, nach der todesbedingten Überarbeitung der Artikel ggf. auch unter Wikipedia Diskussion:Hauptseite informieren und sie am besten auch in den anderen Wikipedia-Sprachversionen eintragen. Tipp: Regelmäßig bei news.google.de nach „ist tot“, „gestorben“ oder „verstorben“ suchen.
Wenn eine Person gestorben ist, gibt es viele Seiten zu dieser Person in der Wikipedia, die davon auch betroffen sind und entsprechend aktualisiert werden müssen. Beispiele: Namenübersichtsseite, Geburtsjahr, Geburtsort-Seiten und viele mehr.
Wie finde ich die betroffenen Seiten?
Im Suchfeld auf der linken Seite gibt man den Suchbegriff so ein: „Vorname Nachname“. Dann klickt man auf Volltext und alle Seiten mit entsprechendem Suchtext werden aufgerufen. Hier sieht man dann schnell, wo auch das Todesjahr Sinn macht oder sogar ein Teil des Artikels angepasst werden muss. Auch hilft das „Werkzeug“ auf der linken Seite sehr gut, um solche Seiten aufzufinden: „Links auf diese Seite“. Somit ist die Wikipedia wieder aktuell in allen Bereichen! Hinweis: bei Eintragung der Kategorie „Gestorben JAHR“ wird der Missbrauchsfilter 49 ausgelöst, was jedoch nicht schlimm ist. Siehe: Spezial:Missbrauchsfilter/49
Dies ist eine Liste von im Jahr 1942 verstorbenen bekannten Persönlichkeiten. Die Einträge erfolgen innerhalb der einzelnen Daten alphabetisch sortiert. Tiere sind im Nekrolog für Tiere zu finden.
Die Liste ist nach Quartalen aufgeteilt:
- Nekrolog 1. Quartal 1942: Januar, Februar und März
- Nekrolog 2. Quartal 1942: April, Mai und Juni
- Nekrolog 3. Quartal 1942: Juli, August und September
- Nekrolog 4. Quartal 1942: Oktober, November und Dezember

## Datum unbekannt
| Tag | Name                              | Beruf, bekannt als | Alter | Beleg |
| --- | --------------------------------- | --- | ----- | ----- |
|     | Friedrich Adler                   | deutscher Designer, Bauplastiker und Professor                                                                                           |       |       |
|     | Antonio Aguerre                   | uruguayischer Fußballspieler |       |       |
|     | Faticha Aitowa                    | russische bzw. sowjetische Philanthropin und Mäzenin tatarischer Herkunft                                                                |       |       |
|     | Max Alexander                     | deutscher Opernsänger (Stimmlage Bass)                                                                                                   |       |       |
|     | Eugen Ankelen                     | deutscher Landschafts- und Vedutenmaler sowie Schriftsteller                                                                             |       |       |
|     | Enrique O. Aragón                 | mexikanischer Chemieingenieur und Rektor der Universidad Nacional Autónoma de México                                                     |       |       |
|     | Otto Aschaffenburg                | deutscher Bankier |       |       |
|     | Ferdinand Aurin                   | deutscher Ministerialbeamter |       |       |
|     | Marianne Austerlitz               | österreichische Bühnenschauspielerin |       |       |
|     | Gottfried Albert Maria Bachem     | deutscher Maler und Illustrator |       |       |
|     | Robert Bamford                    | britischer Ingenieur und Mitgründer von Aston Martin                                                                                     |       |       |
|     | Oskar Basch                       | österreichischer Dirigent und Theaterdirektor                                                                                            |       |       |
|     | Siegfried Bauer                   | österreichischer Bildhauer |       |       |
|     | Max Bäumler                       | deutscher Theaterschauspieler und -regisseur                                                                                             |       |       |
|     | Willie Bee                        | US-amerikanischer Bluessänger und Gitarrist                                                                                              |       |       |
|     | Erich von der Bercken             | deutscher Kunsthistoriker |       |       |
|     | Bernhard Johann von Bernuth       | deutscher Rittergutsbesitzer, Staatsdomänenpächter und Industrieller der Zuckerindustrie                                                 |       |       |
|     | Theodor Beutling                  | deutscher Politiker (KPD), MdR |       |       |
|     | Robert Josef Bloch                | deutscher Jurist |       |       |
|     | Karl Robert Bodek                 | österreichischer Maler |       |       |
|     | Lucien Bouvat                     | französischer Orientalist und Islamwissenschaftler                                                                                       |       |       |
|     | Augusto Brandt                    | venezolanischer Komponist und Violinist                                                                                                  |       |       |
|     | Alex Braune                       | deutscher Betreiber von Varieté- und Kabarettbühnen                                                                                      |       |       |
|     | Friedrich Bräuninger              | deutscher Jurist, Widerstandskämpfer |       |       |
|     | Guido Brecher                     | österreichischer Arzt und Psychoanalytiker                                                                                               |       |       |
|     | Johann Brockhoff                  | deutscher Maler und Grafiker |       |       |
|     | James Broh                        | Rechtsanwalt, Publizist und linker Politiker                                                                                             |       |       |
|     | Amelia Van Buren                  | US-amerikanische Fotografin |       |       |
|     | Friedrich Büttner                 | deutscher Verwaltungsjurist und Landrat                                                                                                  |       |       |
|     | Amalia Carneri                    | österreichische Opernsängerin (Soprani)                                                                                                  |       |       |
|     | Giuseppe Castelli                 | italienischer Leichtathlet |       |       |
|     | Emmanuel Champigneulle            | französischer Glasmaler |       |       |
|     | Wera Choruschaja                  | sowjetische Agentin |       |       |
|     | Eugene Clark                      | US-amerikanischer Erfinder des Gabelstaplers und Unternehmer                                                                             |       |       |
|     | Bernhard Claus                    | deutscher Politiker (DDP, DStP), MdL |       |       |
|     | Auguste Coutin                    | französischer Bildhauer und Medailleur                                                                                                   |       |       |
|     | Jekaterina Czerniakowska-Reinecke | russische bzw. sowjetische Botanikerin und Systematikerin                                                                                |       |       |
|     | Hans Walter David                 | deutscher Komponist |       |       |
|     | Julius Dickmann                   | österreichischer Rätesozialist |       |       |
|     | Jānis Dimza                       | lettischer Zehnkämpfer |       |       |
|     | Wilhelm Drill                     | österreichischer Arzt, der vom NS-Regime aufgrund seiner jüdischen Abstammung ermordet wurde                                             |       |       |
|     | František Dvořák                  | böhmisch-österreichischer Politiker (fraktionslos), Abgeordneter zum Nationalrat                                                         |       |       |
|     | Adolph Eckhardt                   | deutscher bildender Künstler |       |       |
|     | Richard Ehrlich                   | deutscher Architekt, Opfer des Holocaust                                                                                                 |       |       |
|     | Wilhelm Eisold                    | deutscher Baumeister und Bauunternehmer                                                                                                  |       |       |
|     | Marija Wladimirowna Ender         | russischer Maler |       |       |
|     | Anny Engelmann                    | österreichisch-tschechoslowakische Illustratorin                                                                                         |       |       |
|     | Habib Pacha es-Saad               | libanesischer Politiker; Staatspräsident (1934–1936)                                                                                     |       |       |
|     | Herta Felden                      | deutsche Schauspielerin |       |       |
|     | Antonio Feltrinelli               | italienischer Unternehmer, Maler und Mäzen                                                                                               |       |       |
|     | Alfred Flakowski                  | deutscher Kaufmann |       |       |
|     | Ernst Flatow                      | deutscher evangelischer Theologe, Pfarrer und Gegner des Nationalsozialismus                                                             |       |       |
|     | Eugen Frank                       | deutscher Schauspieler |       |       |
|     | Friedrich Frankenbach             | deutscher Verwaltungsjurist und Ministerialbeamter                                                                                       |       |       |
|     | Lili Frankenstein                 | deutsche Klassische Archäologin und Gymnasiallehrerin                                                                                    |       |       |
|     | William H. Frasser                | englischer Unternehmer |       |       |
|     | Paul Fuhrmann                     | deutscher Rittergutsbesitzer und Politiker (NLP), MdR                                                                                    |       |       |
|     | Valentín Gama y Cruz              | mexikanischer Geographieingenieur und Rektor der Universidad Nacional de México                                                          |       |       |
|     | Walter Gersmann                   | deutscher kommunistischer Widerstandskämpfer und Agent des Militärnachrichtendienstes GRU                                                |       |       |
|     | Eugenie Goldstern                 | österreichische Volkskundlerin |       |       |
|     | Max Grasmann                      | deutscher Mediziner |       |       |
|     | Paul Groß                         | deutscher Maler und Zeichner der Neuen Sachlichkeit                                                                                      |       |       |
|     | Gisella Grosz                     | ungarische Pianistin |       |       |
|     | Jakow Moissejewitsch Guminer      | sowjetischer Maler und Grafiker |       |       |
|     | Moritz Hadda                      | deutscher Architekt |       |       |
|     | Lisa Hamburg                      | deutsche Klassische Archäologin |       |       |
|     | Peter Hammerschlag                | österreichischer Dichter, Schriftsteller, Kabarettist und Graphiker                                                                      |       |       |
|     | Walter Hardenburg                 | US-amerikanischer Ingenieur |       |       |
|     | Walter Hartwig                    | deutscher Landschaftsmaler |       |       |
|     | Friedrich Helber                  | deutscher Reichsgerichtsrat |       |       |
|     | Otto Herschmann                   | österreichischer Schwimmer, Fechter und Sportfunktionär                                                                                  |       |       |
|     | Stephanie Hildburg                | österreichische Schauspielerin |       |       |
|     | Else Hirschberg                   | deutsche Chemikerin |       |       |
|     | Samuel Hirszhorn                  | polnischer Journalist, Mitglied des Sejm                                                                                                 |       |       |
|     | Siegfried Hochermann              | österreichischer Ingenieur und Sportfunktionär                                                                                           |       |       |
|     | Stephanie Horovitz                | polnische Chemikerin und Psychologin |       |       |
|     | Karl Iskraut                      | deutscher Geistlicher und Politiker, MdR                                                                                                 |       |       |
|     | Felix Japha                       | deutscher Kaufmann und Förderer Königsbergs                                                                                              |       |       |
|     | Ludwig Jonas                      | deutscher Impressionist |       |       |
|     | Hedwig Jung-Danielewicz           | deutsche Ärztin |       |       |
|     | Hugo Carl Jüngst                  | deutscher Kritiker und Lyriker |       |       |
|     | Gisela Jurberg                    | österreichische Theaterschauspielerin |       |       |
|     | Danny Kaden                       | polnisch-jüdischer Regisseur, Schauspieler, Drehbuchautor, Produzent und Komponist                                                       |       |       |
|     | Elli Kafka                        | älteste Schwester des Schriftstellers Franz Kafka, Opfer des Holocaust                                                                   |       |       |
|     | Valli Kafka                       | Schwester von Franz Kafka, Opfer des Holocaust                                                                                           |       |       |
|     | Abraham Adolf Kaiser              | deutscher Widerständler gegen den Nationalsozialismus                                                                                    |       |       |
|     | Kartz von Kameke-Streckenthin     | deutscher Kartoffelzüchter |       |       |
|     | Chaim Aron Kaplan                 | polnischer Pädagoge und Opfer des Holocaust                                                                                              |       |       |
|     | Erwin Kaspar                      | österreichischer Tischtennisspieler |       |       |
|     | Oskar Katzenellenbogen            | polnischer Journalist und Literaturkritiker                                                                                              |       |       |
|     | George Charles Keidel             | US-amerikanischer Romanist und Mediävist                                                                                                 |       |       |
|     | Menachem Kipnis                   | Sänger, Kritiker und Fotograf |       |       |
|     | Mojżesz Dawid Kirszbraun          | polnischer Mathematiker |       |       |
|     | Maximilian Ieronimowitsch Kitner  | russischer Architekt |       |       |
|     | Fritz Kochendörfer                | deutscher Bildhauer |       |       |
|     | Viktor Koenen                     | deutscher Widerstandskämpfer gegen das NS-Regime                                                                                         |       |       |
|     | Nina Kogan                        | russische Malerin |       |       |
|     | Věra Kohnová                      | tschechisch-jüdische Tagebuch-Autorin und Holocaust-Opfer                                                                                |       |       |
|     | Grigori Iwanowitsch Kotow         | russischer und sowjetischer Architekt, Restaurator und Lehrer                                                                            |       |       |
|     | Erich Krahmer-Möllenberg          | deutscher Jurist |       |       |
|     | Jewgeni Iwanowitsch Kubbel        | sowjetischer Schachspieler |       |       |
|     | Lorenz Jacob Kuhn                 | aserbaidschanischer Politiker deutscher Abstammung                                                                                       |       |       |
|     | Arnold Künne                      | deutscher Bildhauer |       |       |
|     | Abraham Kurc                      | polnischer Schauspieler |       |       |
|     | Albert Kusnets                    | estnischer Ringer |       |       |
|     | Regina Lampert                    | österreichische Schriftstellerin |       |       |
|     | Samuel Landau                     | polnischer Schauspieler jüdischen Glaubens                                                                                               |       |       |
|     | Hermann Lange                     | deutscher katholischer Geistlicher |       |       |
|     | Meinrad Langhammer                | sudetendeutscher Militärgeistlicher und Chorherr des Stifts Tepl                                                                         |       |       |
|     | Philippe Le Hardy de Beaulieu     | belgischer Fechter |       |       |
|     | Siegfried Lemberger               | österreichischer Kinobetreiber, Filmverleiher und Filmproduzent                                                                          |       |       |
|     | Paul Leroy                        | französischer Maler |       |       |
|     | Henri Lévy                        | französischer Rabbiner |       |       |
|     | Alex Lewin                        | deutscher Landesrabbiner im oldenburgischen Landesteil Birkenfeld                                                                        |       |       |
|     | Alexander Lewin                   | deutscher Unternehmer und Kunstsammler                                                                                                   |       |       |
|     | Erich Liebermann-Roßwiese         | deutscher Pianist, Komponist und Librettist                                                                                              |       |       |
|     | Philip Little                     | amerikanischer Maler |       |       |
|     | Ladislaus Löwenthal               | österreichischer Geiger und Kapellmeister                                                                                                |       |       |
|     | Moritz Löwi                       | deutschamerikanischer Philosoph und Hochschullehrer                                                                                      |       |       |
|     | Jizchak Löwy                      | polnischer Schauspieler |       |       |
|     | György Luntzer                    | ungarischer Leichtathlet und Ringer |       |       |
|     | Pauline Maier                     | deutsche Krankenschwester |       |       |
|     | Manuel Ernesto Malbrán            | argentinischer Diplomat |       |       |
|     | Ioannis Malokinis                 | griechischer Schwimmer |       |       |
|     | Auguste Mangeot                   | französischer Musikkritiker und Pianist                                                                                                  |       |       |
|     | Herta Mansbacher                  | deutsche Lehrerin |       |       |
|     | Willy Marckwald                   | deutscher Chemiker |       |       |
|     | Pierre de Margerie                | französischer Diplomat |       |       |
|     | Rudolf Meinhard-Jünger            | österreichisch-deutscher Schauspieler und Regisseur                                                                                      |       |       |
|     | Herbert Meyer                     | deutscher Arbeiter, Widerstandskämpfer und Mitglied der Baum-Gruppe                                                                      |       |       |
|     | Dumitru Mirea                     | rumänischer Bildhauer |       |       |
|     | Hodschij Muin                     | tadschikisch-usbekischer Autor |       |       |
|     | Karl Müller                       | Astronom |       |       |
|     | Fritz Müller-Landeck              | deutscher Maler und Hochschullehrer |       |       |
|     | Regina Mundlak                    | polnische Malerin, Zeichnerin und Radiererin                                                                                             |       |       |
|     | Franz Nachtmann                   | deutscher Bildhauer |       |       |
|     | Nampeyo                           | Töpferin der Hopi-Indianer |       |       |
|     | Bernard Natan                     | rumänisch-französischer Regisseur |       |       |
|     | Orm Noorlein                      | estnischer Fußballspieler |       |       |
|     | Berthold Oppenheim                | mährischer Rabbiner |       |       |
|     | Georgios Orfanidis                | griechischer Sportschütze und Olympiasieger                                                                                              |       |       |
|     | Miriam Orleska                    | polnische Theaterschauspielerin des jiddischen Theaters                                                                                  |       |       |
|     | Abraham Ostrzega                  | polnischer Bildhauer |       |       |
|     | Wolodymyr Parchomenko             | ukrainischer Historiker |       |       |
|     | Carl Peter                        | Komponist |       |       |
|     | Jewgeni Stepanowitsch Petrow      | sowjetischer Raketeningenieur |       |       |
|     | Xenija Petrowa                    | russische bzw. sowjetische Lehrerin und Dichterin                                                                                        |       |       |
|     | Vytautas Petrulis                 | litauischer Politiker und Premierminister                                                                                                |       |       |
|     | Michael Pfalzgraf                 | deutscher Gewerkschafter und Lokalpolitiker                                                                                              |       |       |
|     | Berta Pīpiņa                      | lettische Politikerin, Autorin und Frauenrechtlerin                                                                                      |       |       |
|     | Frédéric Plessis                  | französischer Schriftsteller und Altphilologe                                                                                            |       |       |
|     | Iulian Prassler                   | rumänischer Fußballspieler |       |       |
|     | Hermann Protze                    | deutscher Organist, Komponist und Musikverleger                                                                                          |       |       |
|     | Tsevi Pryłucki                    | polnischer Herausgeber und Journalist |       |       |
|     | Joseph Pschorr                    | deutscher Brauereibesitzer |       |       |
|     | Alexei Alexandrowitsch Radakow    | russischer Karikaturist |       |       |
|     | Konstantinos Rallis               | griechischer Rechtswissenschaftler und Mitglied der Akademie von Athen                                                                   |       |       |
|     | Viktor Reich                      | österreichischer Politiker (GDVP), Landtagsabgeordneter                                                                                  |       |       |
|     | Eduard von Reuter                 | bayerischer Baubeamter |       |       |
|     | Stepan Pawlowitsch Rjabuschinski  | russischer Unternehmer, Bankier, Ikonensammler und Mäzen                                                                                 |       |       |
|     | Joseph Rogues de Fursac           | französischer Psychiater |       |       |
|     | Martin Rosebery d’Arguto          | polnischer Musikpädagoge, Komponist und Dirigent                                                                                         |       |       |
|     | Carl Wilhelm Rosenkrantz          | baltischer Schachspieler |       |       |
|     | Nina Arkadjewna Rosenson          | sowjetische Mathematikerin |       |       |
|     | Arturo Rossato                    | italienischer Journalist, Dramatiker, Librettist und Lyriker                                                                             |       |       |
|     | Raoul de Roussy de Sales          | französischer Journalist und Schriftsteller                                                                                              |       |       |
|     | Dawid Rubinowicz                  | polnischer Tagebuch-Autor |       |       |
|     | Maria Rubinstein                  | russisch-polnische Tänzerin |       |       |
|     | Simon Rubinstein                  | österreichischer Schachspieler |       |       |
|     | Max Salomon                       | deutscher Fußballspieler, Opfer des Holocaust                                                                                            |       |       |
|     | Nadeschda Saposchnikowa           | russische bzw. sowjetische Malerin und Mäzenin                                                                                           |       |       |
|     | Robert A. Saurwein                | österreichischer Maler und Grafiker |       |       |
|     | Alexander Schapiro                | ukrainischer Anarchist |       |       |
|     | Hermann Schiftan                  | deutscher Jurist, Kaufmann, Kunstsammler und Opfer des Röhm-Putsches                                                                     |       |       |
|     | Alfred Schmieder                  | Dresdner Arbeiterfunktionär und antifaschistischer Widerstandskämpfer                                                                    |       |       |
|     | Theo Schmuz-Baudiß                | deutscher Maler, Keramiker und Porzellan-Modelleur                                                                                       |       |       |
|     | Moses Schönfinkel                 | russischer Mathematiker |       |       |
|     | Pawel Semjonowitsch Schukow       | russischer Fotograf |       |       |
|     | Johann Schulz                     | deutscher Schwimmer |       |       |
|     | Leonore Schwarz-Neumaier          | österreichische Opernsängerin (Alt) |       |       |
|     | Abraham Schweizer                 | deutscher Rabbiner |       |       |
|     | David Sexsmith                    | kanadischer Ortspatron, Fallensteller, Hotelier, Händler                                                                                 |       |       |
|     | Arthur Simons                     | deutscher Neurologe |       |       |
|     | Felix Singermann                  | deutscher Rabbiner |       |       |
|     | Simo Šolaja                       | jugoslawischer Milizenführer und Führer eines Bauernaufstandes                                                                           |       |       |
|     | Armin Springer                    | österreichischer Schauspieler, Komiker und Gesangshumorist                                                                               |       |       |
|     | Otto Stein                        | tschechischer Indologe und Althistoriker                                                                                                 |       |       |
|     | Jakow Wladimirowitsch Steinberg   | russischer Fotograf |       |       |
|     | Josef Stelzer                     | deutscher Motorradrennfahrer |       |       |
|     | Carl Ernst von Stetten            | deutsch-französischer Porträt- und Genremaler                                                                                            |       |       |
|     | Boris Wassiljewitsch Sworykin     | russischer Maler und Illustrator |       |       |
|     | Rachel Szalit-Marcus              | polnisch-deutsche Malerin und Illustratorin                                                                                              |       |       |
|     | Henryk Szaro                      | jüdisch-polnischer Filmregisseur |       |       |
|     | Maurycy Szymel                    | polnischer Schriftsteller, Publizist und Übersetzer in jiddischer und polnischer Sprache                                                 |       |       |
|     | Lucian Tapiedi                    | papua-neuguineischer Lehrer, anglikanischer Märtyrer                                                                                     |       |       |
|     | Vedat Tek                         | türkischer Architekt |       |       |
|     | Rudolf Tobien                     | deutscher Eishockeyspieler |       |       |
|     | Franz Torggler                    | österreichischer Gynäkologe |       |       |
|     | Charles Usher                     | schottischer Ophthalmologe |       |       |
|     | Jacques Vincent                   | französische Schriftstellerin |       |       |
|     | Hermann Voith                     | deutscher Unternehmer |       |       |
|     | Hans Waitz                        | deutscher evangelischer Theologe |       |       |
|     | Con Walsh                         | kanadischer Hammerwerfer |       |       |
|     | Julius Weber                      | bukowinischer deutschsprachiger Journalist                                                                                               |       |       |
|     | Ludwig Weber                      | deutscher Jurist, Stadtsyndikus und Polizeidirektor, Abgeordneter und Bürgermeister, Autor, Staatssekretär und Aufsichtsratsvorsitzender |       |       |
|     | Karl Weinbrenner                  | österreichisch-tschechischer Architekt                                                                                                   |       |       |
|     | Joachim Weingart                  | polnischer Maler |       |       |
|     | Soma Weiss                        | ungarisch-US-amerikanischer Arzt |       |       |
|     | Ida Weissbartová                  | tschechisch-jüdischer KZ-Häftling |       |       |
|     | Ernst August Wiebold              | Küster, Lehrer, Kantor und Organist |       |       |
|     | Wilhelm Wohlgemuth                | deutscher Maler, Zeichner und Graphiker                                                                                                  |       |       |
|     | Luise Wolf                        | deutsche Literaturübersetzerin |       |       |
|     | Leo Wolfer                        | österreichischer Psychiater |       |       |
|     | Hermann Wronker                   | deutscher Einzelhandels-Unternehmer, Begründer der Warenhauskette Wronker                                                                |       |       |
|     | Wu Jianquan                       | chinesischer Großmeister des Wu-Stil des Taijiquan                                                                                       |       |       |
|     | Timotheos Xanthopoulos            | griechischer Pianist, Komponist und Musikpädagoge                                                                                        |       |       |
|     | Yva                               | deutsche Fotografin |       |       |
|     | Therese Zauser                    | österreichische Varieté- und Ausdruckstänzerin                                                                                           |       |       |
|     | Hillel Zeitlin                    | hebräischer und jiddischer Schriftsteller und Publizist                                                                                  |       |       |
|     | Heinrich Zimmermann               | Tierschützer |       |       |